# Брусенцов, Геннадий Яковлевич
Геннадий Яковлевич Брусенцов (14 октября 1927, Орёл — 1 апреля 2006, Севастополь) — советский и украинский художник, член Союза художников СССР. Заслуженный художник УССР (1982).

## Биография
Родился 14 октября 1927 года в Орле. В раннем детстве вместе с родителями переехал в Ленинград. Школьные и студенческие годы Геннадия прошли тут. Окончил в 1953 году Ленинградское высшее художественно-промышленное училище им. В. Мухиной, педагоги по специальности П. А. Сидоров, А. А. Казанцев, Г. В. Павловский, П. И. Пуко. Дипломная работа — панно «Строительство Петербурга Петром I».
После окончания училища был приглашён в Туркменистан. Работал художником в проектном управлении «Ашхабадпроект» в 1953—1954 годах, на преподавательской работе в Ашхабадском художественном училище им. Шота Руставели. В Туркмении занимался как преподаванием, так и творческой работой. Среди его учеников народный художник Туркмении Д. Б. Байрамов. Член Союза художников СССР с 1954 года. Член Художественного совета Художественного фонда Туркменской ССР. Член Правления Союза художников Туркменской ССР (1962—1969), Союза художников СССР (1963—1968).
В 1969 году переехал в Севастополь. С 1969 года — член Крымской организации Союза художников Украинской ССР. 1969—1973 годах — главный художник, председатель Художественного совета Севастопольских художественно-производственных мастерских Художественного фонда УССР. Член Правления Крымского отделения Союза художников Украины (15 января 1972 — 4 ноября 1986). В 1982 году было присвоено звание заслуженного художника Украины.
Скончался 1 апреля 2006 года.

## Творчество
Ранние работы «М. В. Фрунзе на Туркестанском фронте» (1955), «Футболист» (1955), «Портрет туркменки» или «Марыйская девушка» (1956), «Портрет ковровщицы М. Бердыевой» (1957), «Ленинский декрет» (1957), «Водопроводчики» (1961), «Портрет пианистки» (1963), «На земле» (1966), «Наши отцы» (1967), «Портрет кинорежиссёра Булата Мансурова» (1968).
В Севастопольский период много работ художник посвятил Великой Отечественной войне: «Дороги Севастополя» (1969), «На земле Севастополя» (1970), «Портрет участника обороны Севастополя В. И. Проценко» (1971), «Вернулись» (1975), «Оборона Севастополя» (1984), «Маки Херсонеса» (1985). Картина «Миндаль зацвёл» (1974, в экспозиции Херсонского художественного музея) является одной из самых глубоких и лиричных его работ о войне.
Писал и жизнь современных моряков, жителей Севастополя, пейзажи Крыма: «Вечереет» (1970), «Натюрморт с персиками» (1972), «Сыновья» (1972—1973), «Миндаль зацвёл» (1974), «Ноябрьский Севастополь» (1973—1974), «Вернулись» (1975), «Строительница Севастополя» (1975), «Портрет актрисы Веры Зайцевой» (1975), «Семейный портрет» (1976), «Лейтенант революции» (1977), «Леся и Яна Чиж» (1977), «Севастопольский хлопец» (1972—1978), «Портрет артистки В. Заклунной» (1977—1979), «Утренние чайки» (1979), «Белые пароходы» (1979), «Женский портрет с гранатами» (1980), «Тучи над бухтой» (1980), «Серебристый Херсонес» (1980), «Портрет сына» (1981), «Машенька» (1981), «Бригада» (1982), «Портрет писателя Геннадия Черкашина» (1982), «Зимний Херсонес» (1982), триптих «Посвящение матери» (1983. «Борьба», «Портрет матери», «Жизнь»), «Крымский берег» (1986), «Тихий вечер на Херсонесе» (1986), «Портрет актёра В. Юрченко» (1986), «Время сыновей» (1987), «Портрет актрисы Людмилы Корнишеной» (1987), «Кипарисы» (1987), «Церковь св. Николая на Братском кладбище в Севастополе» (1988), «Красные сети» (1988), «Портрет Ольги Тарасовой» (1989); графика — «Артист Базар Аманов в роли Яго» (1954, б. цв., соус, акв., уголь, мел), «Артист Кульмамедов в роли Отелло» (1954, б. цв., уголь, цв. кар., белила), «Аксакал» (1967, уголь), «Эле» (1968, уголь), «Женская голова» (1971, уголь), «Яна» (1975, кар.), «У моря» (1977, акв.), «Утро в деревне» (1984, акв.), «Зима на Херсонесе» (1985, акв.), рисунок мозаики «Женщины мироносицы» для Севастопольского храма св. Николая (1995).
В 1990-е годы знакомится с настоятелем Свято-Никольского храма отцом Георгием. Пробует новый жанр — иконопись. В последние годы художник работал и в области монументального искусства. Много времени уделял восстановлению мозаик в Свято-Никольском храме, в их числе — изображение жён-мироносиц. По его эскизам выполнены мозаичные иконы у входа в часовню Георгия Победоносца на Сапун-Горе, им написана главная икона часовни Святой Георгий Победоносец.
С 1954 года активно участвовал в республиканских, всесоюзных и зарубежных выставках. Персональные выставки проходили в Ашхабаде (1965, 1966), Севастополе, Ялте, Киеве, Николаеве, в частных галереях Москвы и Санкт-Петербурга. Участник выставок в Голландии (1972), Японии (1974), Венгрии (1974, 1986). Работы экспонируются в собраниях Государственной Третьяковской галереи, Государственного музея искусств народов Востока, Театральном музее им. А. А. Бахрушина, Государственном музее изобразительных искусств Туркменистана, Национальном художественном музее Украины, Херсонском художественном музее, Севастопольском художественном музее им. М. П. Крошицкого, Симферопольском художественном музее, Музее героической обороны Севастополя, Луганском художественном музее, в Собрание Дирекции выставок Союза художников России (прежде СССР), в Собрании Дирекции выставок Союза художников Украины, в частных собраниях США, Англии, Японии, Франции, Италии, Германии, Норвегии, России, Туркмении, Украины.

## Фильмография
- «Смерти нет, ребята!» («Туркменфильм», 1970) — художник-постановщик[4].

## Награды
Награждён медалью и двумя Почётными Грамотами Президиума Верховного Совета Туркменской ССР.